# Neocalyptis malaysiana
Neocalyptis malaysiana Razowski, 2005 è una falena appartenente alla famiglia Tortricidae, endemica della Malaysia.